# Jyllands Vestkyst i Storm og Stille
Jyllands Vestkyst i Storm og Stille er en dansk dokumentarisk optagelse fra 1916 med ukendt instruktør. På trods af titlen viser filmen viser en række optagelser foretaget på Jyllands østkyst.

## Handling
Kattegat, Jyllands østkyst, strande omkring Frederikshavn. Kæmpehøj og fiskere. Barn i strandkanten. Kutteren i havn. Kutterne har FN foran bådens nummer. Garn bødes. Lille kystby. Damperen S/S "Oluf Bager" sejler ud af Frederikshavn havn med kurs mod Göteborg. Bølger i strand. Strandet skib, muligvis hollandsk, står fast i strandkanten. Havari: Det svenske skib "Hermod af Sverige" er strandet. Vraget ses tæt på land. Damper i hård sø.